# Pensiero di Marco Aurelio

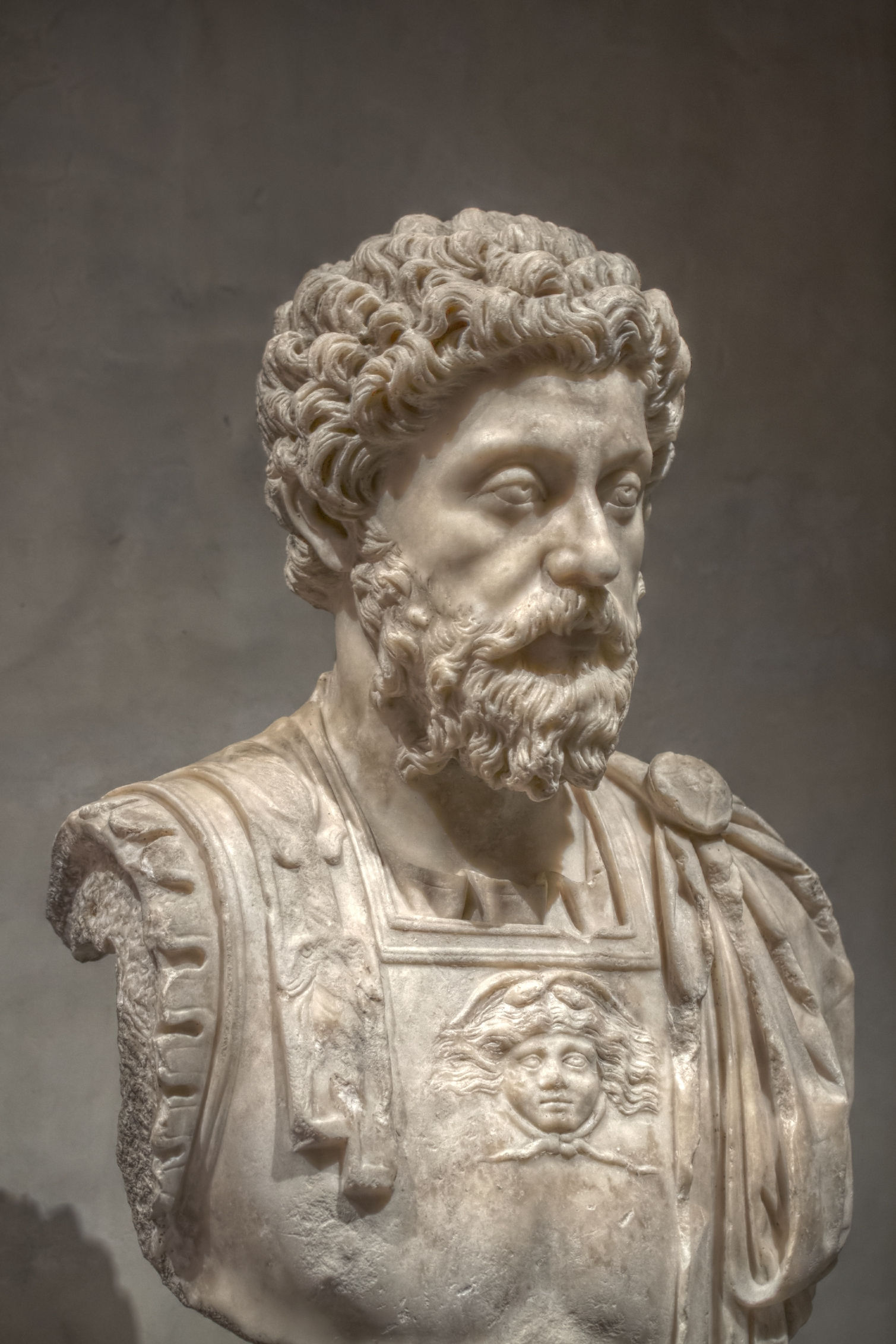
Busto dell'imperatore Marco Aurelio (epoca romana, rinvenuto nella Villa romana di Chiragan, oggi conservato presso il Museo Saint-Raymond di Tolosa), considerato uno dei massimi rappresentanti dello stoicismo romano (nuova Stoà).

Il pensiero filosofico dell'imperatore romano Marco Aurelio rappresenta la riflessione dell'ultimo grande esponente della dottrina stoica, appartenente alla cosiddetta nuova stoà o "stoicismo romano".
La sua filosofia ripercorre l'atteggiamento stoico, a partire dal ripiegamento su sé stessi, coadiuvato dall'attivismo politico, seguendo il Fato. La celebrazione dell'interiorità si evidenzia chiaramente fin dal titolo della sua unica opera scritta, i Colloqui con sé stesso, noti anche come Pensieri, Meditazioni, Ricordi o A sé stesso.
Marco Aurelio scrisse i dodici libri che compongono lo scritto tra il 170 e il 180, durante le pause dei numerosi viaggi intrapresi, in greco della koinè, come esercizio per il proprio orientamento e di auto-miglioramento, influenzato da alcuni dei propri maestri di gioventù, che lo avevano spinto alla filosofia; tra essi Quinto Giunio Rustico, Diogneto, Claudio Massimo e Apollonio di Calcide, ricordati nel libro I. 
Lo stile letterario è ispirato a quello del grammatico Alessandro di Cotieno, un altro dei suoi precettori, come ricorda Marco stesso.
Il titolo di questo lavoro è stata un'aggiunta postuma, originariamente Marco intitolò l'opera A sé stesso, ma non si sa se avesse intenzione di renderla pubblica. I Pensieri dimostrano una mente logica, e le sue note sono rappresentative della filosofia stoica e della sua spiritualità, offrendo anche un ritratto psicologico fine e particolareggiato. Il libro è considerato uno dei capolavori letterari e filosofici di tutti i tempi.

## Formazione filosofica e rapporto con i maestri
L'istruzione di Marco Aurelio avvenne in casa: in linea con le tendenze aristocratiche del tempo, il suo bisnonno Severo lo incoraggiò a evitare le scuole pubbliche. Uno dei suoi maestri, Diogneto, si dimostrò particolarmente influente, introducendo Marco ad una visione filosofica della vita e insegnandogli la razionalità. Nell'aprile del 132, per volere di Diogneto (da taluni identificato come il destinatario della lettera A Diogneto), Marco prese a utilizzare le vesti e ad avere le abitudini proprie dei filosofi: mentre studiava indossava un ruvido mantello greco, inoltre dormiva per terra fino a quando sua madre lo convinse a dormire sul letto.
Una nuova serie di tutores, il grammatico Alessandro di Cotieno, Trosio Apro e Tuticio Proculo continuò a occuparsi della sua istruzione nel 132-133. Poco si conosce di questi ultimi due insegnanti (entrambi di latino), mentre Alessandro viene descritto come un importante letterato, il principale studioso omerico del suo tempo. Marco ringrazia Alessandro per la sua formazione nello stile letterario, rilevata in molti passi dei Colloqui con sé stesso.
Dopo aver indossato la toga virilis nel 136 iniziò probabilmente la sua formazione oratoria. Aveva tre maestri di greco, Anino Macro, Caninio Celere ed Erode Attico, e uno di latino, Marco Cornelio Frontone, che Marco ricorda spesso come suo maestro di stile e di vita nei Colloqui con se stesso. Gli ultimi due erano gli oratori più stimati dell'epoca. Frontone e Attico, però, divennero suoi precettori solo dopo la sua adozione da parte di Antonino, nel 138. La preponderanza dei tutor greci indica l'importanza della lingua per l'aristocrazia di Roma. Questa era l'età della seconda sofistica, una rinascita della letteratura greca. Sebbene istruito a Roma, Marco scriverà nei Colloqui con sé stesso i suoi pensieri più profondi in greco.
Erode era un uomo molto ricco e discusso, forse il più ricco d'oriente (grazie all'usura) e mal sopportava gli stoici, ma era un abile oratore e sofista; Marco, che sarebbe diventato proprio uno stoico, non lo ricorda affatto nei Colloqui con se stesso, nonostante si siano incontrati molte volte nel corso dei decenni successivi.
Frontone godeva di grande reputazione: nel mondo consapevolmente antiquato della letteratura latina, era considerato, come oratore, secondo solo a Cicerone, o alla pari della "gloria dell'eloquenza romana", una fama che oggi, in base ai pochi frammenti rimasti, può lasciare meravigliati. Egli non provava simpatia per Erode, anche se Marco riuscì alla fine a far stabilire buoni rapporti fra di loro. Frontone aveva una completa padronanza del latino e, abile nella scelta delle parole, era capace di formulare espressioni insolite attraverso l'arte letteraria. Una quantità significativa di corrispondenza tra Frontone e Marco è pervenuta fino a noi. I due erano molto intimi, Marco lo chiamava "mio caro Frontone" e "la mia gioia" e trascorreva molto tempo anche con la moglie e la figlia, entrambe di nome Crazia, in conversazioni non impegnate.
In occasione dell'ascesa imperiale dei suoi allievi, Marco e Lucio Vero, Frontone lasciò la sua casa di Cirta e il 28 marzo rientrò nella sua residenza romana. Inviò una nota al liberto imperiale Charilas, chiedendo di potersi mettere in contatto con gli imperatori poiché, disse in seguito, non aveva osato scrivere direttamente agli imperatori. L'insegnante si dimostrò immensamente orgoglioso dei suoi allievi: ripensando al discorso tenuto per l'ascesa al consolato del 143, dove elogiava il giovane Marco, Frontone ne era entusiasta: C'era allora una straordinaria capacità naturale in te, perfezionata ora in eccellenza, il grano che cresceva è ora un raccolto maturo. Lucio era meno stimato rispetto a suo fratello, poiché i suoi interessi erano di livello inferiore.
Sappiamo che Marco, una volta divenuto imperatore, discusse con Frontone della sua lettura di Celio e di Cicerone, e della sua famiglia. Le sue figlie si trovavano nella casa di Roma, con la prozia Matidia (figlia di Salonina Matidia, parente diretta di Adriano e Traiano), poiché l'imperatore pensava che l'aria serale fosse troppo fredda per loro. Chiese a Frontone di fornirgli "alcune letture di eloquenza, qualcosa di tuo, o di Catone, o Cicerone, Sallustio o Gracco, o un poeta, perché ho bisogno di distrazioni, soprattutto in questo momento, leggendo qualcosa che dissipi le mie ansie urgenti".
In un'altra occasione, Marco scrisse a Frontone una lettera per il suo compleanno, affermando di amarlo come amava se stesso e appellandosi agli dèi affinché tutto il suo sapere letterario venisse appreso "dalle labbra di Frontone". Le sue preghiere per la salute di Frontone erano più di un atto convenzionale (perché Frontone era spesso malato e a volte sembrava soffire di una costante infermità), tanto da chiedere di condividere lui stesso il dolore di Frontone.
Frontone non divenne insegnante a tempo pieno di Marco e continuò la sua carriera di avvocato. Una causa famosa lo portò in contrasto con Erode, che era il principale accusatore di Tiberio Claudio Demostrato, un notabile ateniese difeso proprio da Frontone. A causa dei suoi rapporti conflittuali con la città di Atene, la strategia difensiva avrebbe probabilmente attaccato il carattere di Erode. Marco aveva supplicato Frontone, prima "consigliandogli", poi "chiedendogli il favore" di non attaccare Erode, al quale aveva già chiesto di astenersi dal tirare i primi colpi. Frontone si dichiarò sorpreso di scoprire che Marco considerasse Erode alla stregua di un amico (forse perché Erode non era ancora un suo tutor), ma riconobbe che Marco poteva aver ragione nel chiedere che la causa non si trasformasse in uno spettacolo. Ciononostante, confermò l'intenzione di utilizzare il materiale a sua disposizione: "vi avverto che non userò in modo sproporzionato l'opportunità che si presenta in questa causa, dato che le accuse sono terribili e se ne deve parlare in questi termini. Specialmente quegli eventi che si riferiscono a pestaggi e ruberie li esporrò in tutta la loro gravità, ma anche se lo taccerò di essere un piccolo greco incolto non intenderò guerra fino alla morte". Marco fu soddisfatto di questa risposta di Frontone.
L'esito del processo è ignoto, ma Marco riuscì a far riconciliare i due. A seguire Erode divenne console ordinario mentre, a luglio e agosto del 143, Frontone fu nominato consul suffectus. Marco gli scrisse informandolo che l'ultimo nato di Erode era appena morto e lo invitò a esprimergli le sue condoglianze. Frontone gli scrisse pertanto una lettera, in greco, in parte giunta fino a noi. Frontone elogiò inoltre Marco per il suo talento come mediatore: "se qualcuno ha mai avuto il potere dal suo carattere di riunire tutti i suoi amici nella reciproca concordia, tu ci riusciresti con estrema facilità".
All'età di venticinque anni Marco cominciò a disamorarsi degli studi in giurisprudenza, mostrando segnali di un diffuso malessere. Era stanco dei suoi esercizi e di prendere posizione nei dibattiti immaginari. Quando criticò la mancanza di sincerità del linguaggio convenzionale, Frontone prese a difenderlo. In ogni caso, l'istruzione formale di Marco era ormai finita. Aveva mantenuto con i suoi insegnanti buoni rapporti, li seguiva tuttora con devozione, anche se la lunga istruzione aveva influenzato negativamente la sua salute.
Nella fase iniziale Frontone aveva messo in guardia Marco contro lo studio della filosofia: "è meglio non aver mai intrapreso lo studio della filosofia, piuttosto che averla assaggiata, con la punta della lingua, come si suol dire". Egli disapprovava come una deviazione giovanile le sue lezioni con Apollonio di Calcide. Un altro maestro di filosofia, che Marco ricorda nei suoi scritti, è Claudio Massimo, filosofo e politico.
Apollonio potrebbe aver introdotto Marco alla filosofia stoica, ma Quinto Giunio Rustico avrebbe avuto la maggiore influenza sul ragazzo; Rustico era di venti anni più vecchio di Marco, ed era poco più vecchio di Frontone stesso. Come nipote di Quinto Giunio Aruleno Rustico, uno dei martiri della tirannia di Domiziano e della sua persecuzione contro i filosofi (Aruleno era stato condannato a morte per lesa maestà, per aver pesantemente criticato Domiziano stesso in un suo libro incentrato su Trasea Peto), era erede della tradizione di opposizione stoica ai "cattivi imperatori" del I secolo, e considerato il vero successore di Seneca. Rustico era stato console suffectus nel 133; in seguito Marco lo nominerà console ordinario nel 162, nonché Praefectus urbi negli anni successivi al 162. Marco ringraziò Rustico in numerose occasioni, per il suo insegnamento. Oltre a Rustico, Marco s'ispirò probabilmente alla lettura di Arriano, a cui si devono le trascrizioni delle lezioni del maestro di questi (che Marco non conobbe per ragioni di età), Epitteto di Ierapoli (allievo a sua volta di Gaio Musonio Rufo e amico di Adriano); fu proprio Rustico a suggerirgli queste letture.

## Datazione cronologica degli scritti

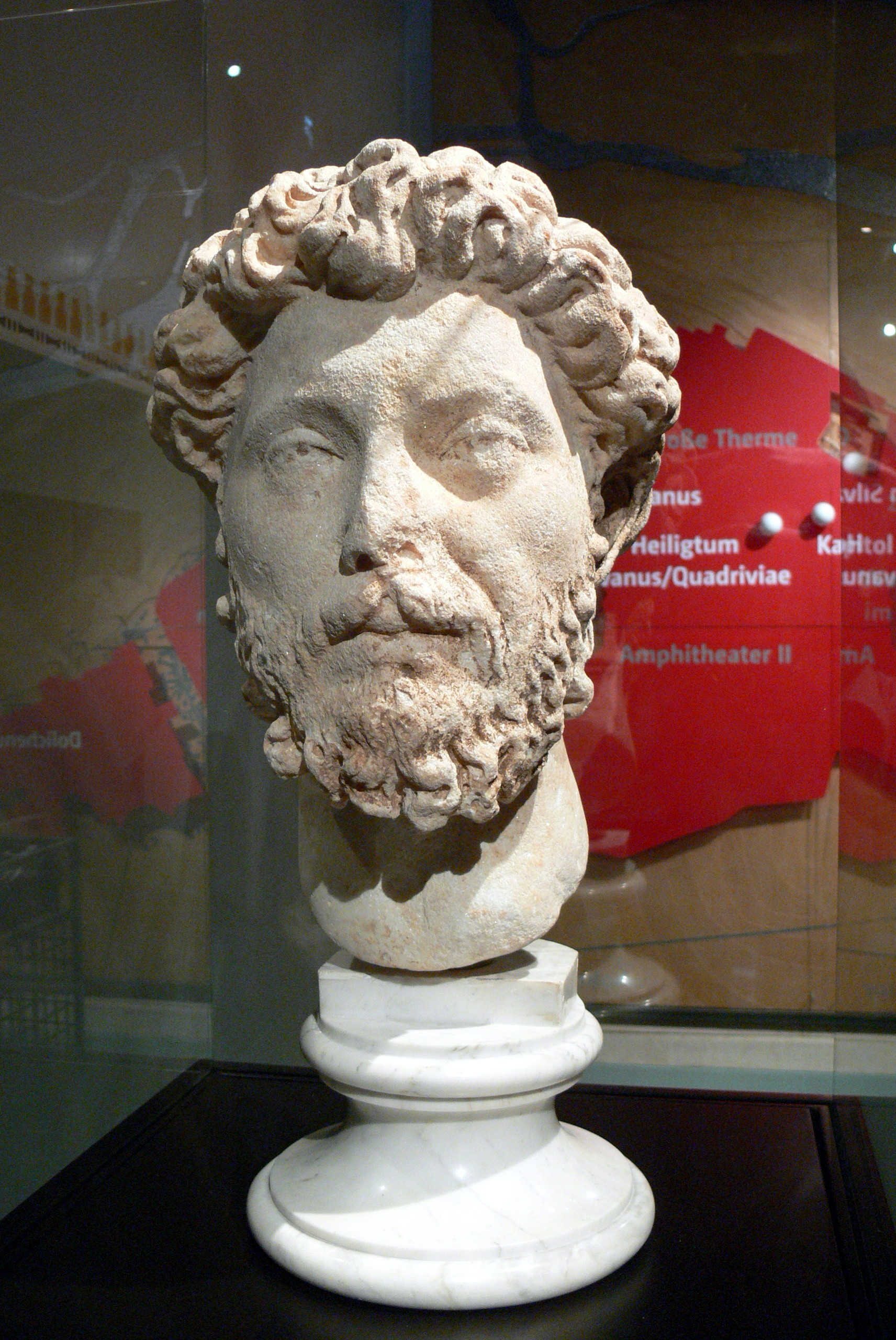
Busto di Marco Aurelio rinvenuto a Carnuntum, dove l'"imperatore filosofo" scrisse il secondo libro dei Colloqui con se stesso.

Molti autori moderni ritengono che il primo di questi libri, scritto sulla Granua (l'odierno fiume Hron, della Slovacchia), costituisca una specie di testamento interiore, dove Marco Aurelio ricordava tutte le persone importanti della sua vita - come i genitori, i nonni, il padre adottivo Antonino Pio, la moglie Faustina, i figli (in particolare Commodo e Vero), gli amici e tutti i suoi maestri letterari e filosofici - in forma autobiografica, forse databile al 179, pochi mesi prima della sua morte.
Il libro II, scritto a Carnuntum, ritenuto anch'esso di più tarda datazione, potrebbe essere stato scritto nel 178, e cosa più importante, rappresentare la chiave di lettura per una possibile interpretazione cronologica dell'opera.
In questo caso sarebbe da ipotizzare una cronologia in cui il primo dei libri è databile al 179 e l'ultimo, il XII, al 168-170, al tempo della morte dell'amico fraterno, nonché suo insegnante di retorica, Marco Cornelio Frontone (170) e poco dopo quella del suo genero, nonché co-imperatore e fratello adottivo, Lucio Vero. Peraltro, il tema della morte ricorre anche in questo XII libro, nel passo posto come conclusione dell'intera opera: 
(Marco Aurelio, 12.36.)

## Le posizioni filosofiche
Marco sembra riprendere le posizioni stoiche classiche, a partire da Zenone fino ad Epitteto, ponendo l'accento sul senso di impotenza dell'essere umano di fronte alla divinità e al destino, e sulla superficialità delle rappresentazioni umane, per cui non conta la cosa come è, ma come la percepiamo. Egli si lasciò guidare dalla filosofia anche durante le difficoltà affrontate nella sua vita pubblica e personale (come per la morte di molti dei suoi figli ancora piccoli, su tredici arrivarono solo in 5 all'età adulta), per quanto poté, essendo uomo di stato, seguire la via del filosofo.

### L'accettazione del dovere e delle difficoltà
Di fronte al non senso del mondo e delle sue realtà caduche l'unica via che rimane al saggio è il ripiegamento su se stessi che dà significato alla propria esistenza individuale, applicando la filosofia stoica e raggiungendo così il dominio sulle passioni. Marco Aurelio sembra però esprimere un forte pessimismo sulla sorte dell'uomo, richiudendosi in se stesso attraverso una forma di malinconica meditazione, e restando parzialmente preda dei propri dubbi esistenziali. Egli sente di dover adempiere al compito impartitogli dal destino di regnare sull'Impero con stoica sopportazione di ogni difficoltà e dolore, personale, familiare o sociale:
(Marco Aurelio, 4.49.)
Nel 149 nacquero a Faustina due gemelli, celebrati da una moneta con cornucopie incrociate sotto i busti dei due bambini e la scritta felicità dei tempi. Essi però non sopravvissero a lungo. Tito Aurelio Antonino e Tiberio Elio Aurelio, questi i nomi ricavati dagli epitaffi, morirono molto presto (prima del 152) e furono sepolti nel mausoleo di Adriano.
Lo stesso Marco scrisse: "Uno prega: «che io non debba perdere mio figlio!»; ma tu devi pregare: «che io non tema di perderlo!»" Egli citò dall'Iliade quella che lui chiamava "la frase che tutti conoscono, per ricordare di essere estraneo al dolore e alla paura": «Foglie, alcune il vento le sparge per terra (..), così la stirpe degli uomini» (Iliade 6,146).

### L'anima razionale e il destino umano

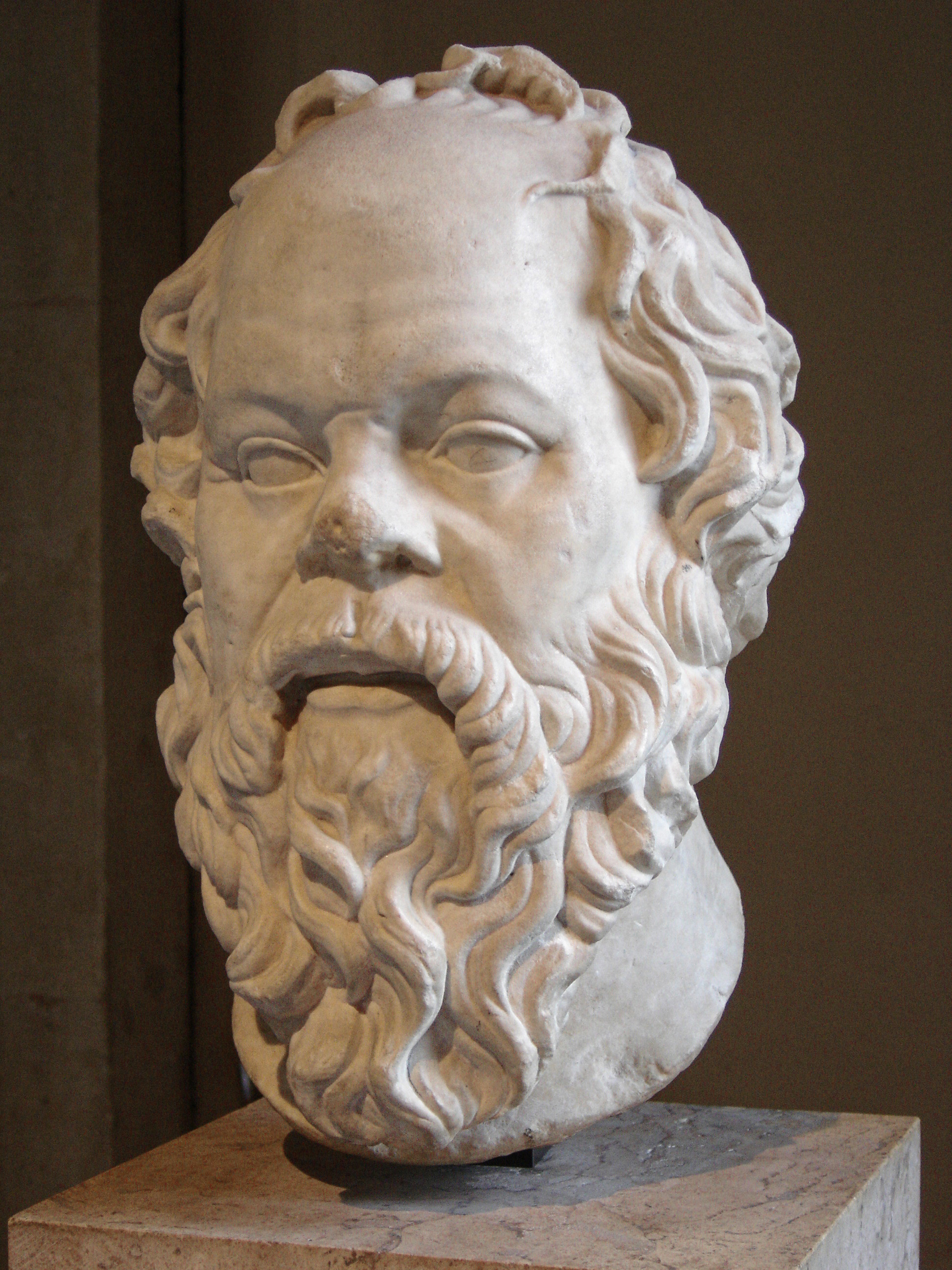
Socrate, ricordato spesso negli scritti di Marco Aurelio

Come in Seneca, per Marco Aurelio l'anima è distinta e separata dal corpo ma essa è poi ulteriormente composta dall'anima vera e propria, intesa come spirito, dal pneuma o soffio vitale e l'intelletto o principio dirigente, la sede dell'attività spirituale. Marco cita spesso anche Epitteto, con riferimenti alla diairesi (comprendere la natura delle cose, influenzabili o non influenzabili dalla volontà umana) e alla proairesi (la divisione pratica in cose in nostra facoltà o cose "altrui"), le facoltà razionali umane, che consentono il discernimento e la comprensione dei fenomeni razionali e irrazionali, ciò che bisogna fuggire o a cui bisogna adeguarsi, oppure no, e fa riferimento anche filosofi non stoici, come Socrate (visto come un esempio di rettitudine morale, accettazione del destino e sapienza, nonostante la meschinità dei suoi avversari), Epicuro, Platone, Democrito, Eraclito e altri come esempi di grandi uomini, ma anche di caducità della gloria e incertezza sul vero destino dell'anima umana, anche di quei grandi stessi: 

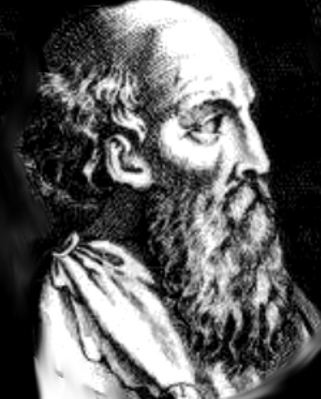
Epitteto

(Marco Aurelio, 3.3.)

### L'indagine interiore
Egli sembra adeguarsi alle ragioni supreme che governano il mondo, in quanto sapiente e filosofo, pur tendendo in questo suo scritto di fuggire dal mondo e dalla materialità della vita. Unendo le certezze stoiche ai suoi dubbi umani, egli si rifugia nel pensiero, cambiando quello che si può cambiare e accettando il Fato, badando a considerare degne di attenzione solo le cose "proaretiche", cioè quelle su cui si può influire davvero, consolandosi con la filosofia, per il resto:
(Marco Aurelio, Τὰ εἰς ἑαυτόν, IV, 34)
(Marco Aurelio, Τὰ εἰς ἑαυτόν, IV, 50)

### La scrittura come rifugio
Nel suo ruolo di imperatore, compie stoicamente il suo dovere per ciò che attiene al suo ruolo politico, ma sente l'inutilità di azioni che non cambieranno l'irrazionalità che travaglia molti eventi del mondo:
(Marco Aurelio, Τὰ εἰς ἑαυτόν, IV, 3, 3–4)

## Influenza sulla concezione politica di Marco Aurelio
Marco ebbe la reputazione di un re-filosofo, già durante la sua vita. Non poté attuare tutti i suoi ideali, a causa del contrasto tra la sua figura di intellettuale e filosofo e quella di imperatore, capo di un impero che si basava sulla forza delle legioni, sulla violenza e la severità della legge. Di questo contrasto permane una traccia di amarezza nei Ricordi, per non aver potuto fare di più, per non poter conciliare la vita del filosofo con quella dell'imperatore, ed essendo l'opera scritta per fini personali e non di propaganda, è molto probabile che egli vivesse questo contrasto con sofferenza e disagio. Egli visse comunque molto più austeramente di un nobile romano del tempo e di qualsiasi senatore o cittadino facoltoso, sforzandosi di mostrare la clemenza dello stoico in ogni occasione, ma deve anche avallare azioni di violenza, come la guerra marcomannica o le persecuzioni religiose, poiché quello di comandare sugli uomini comuni, anche con la forza, è il dovere del principe romano, e lui non può sottrarsene, perché il Logos dell'universo ha deciso questo, e lo stoico è invitato a seguire questa volontà universale, ricoprendo il ruolo a lui assegnato; però è ben consapevole di essere fragile e precario come qualunque uomo, rifuggendo ogni divinizzazione in vita della propria persona. Spesso cercò anzi di coltivare l'umiltà, di non farsi prendere dall'entusiasmo del potere assoluto, non enfatizzare nessun aspetto di sé, mettendosi in guardia dal non trasformarsi "in un altro Cesare", come scrive, a volte perfino sminuendosi. Secondo il biografo della Historia Augusta, sembra che Marco dimostrò, almeno inizialmente, tutta la sua riluttanza a farsi carico del potere imperiale, e che fu "costretto dal Senato ad assumere la direzione della Res publica dopo la morte di Pio". Egli deve aver avuto una vera e propria paura del potere imperiale (horror imperii), considerando la sua predilezione per la vita filosofica, ma sapeva da stoico qual era, quello che doveva fare e come farlo.

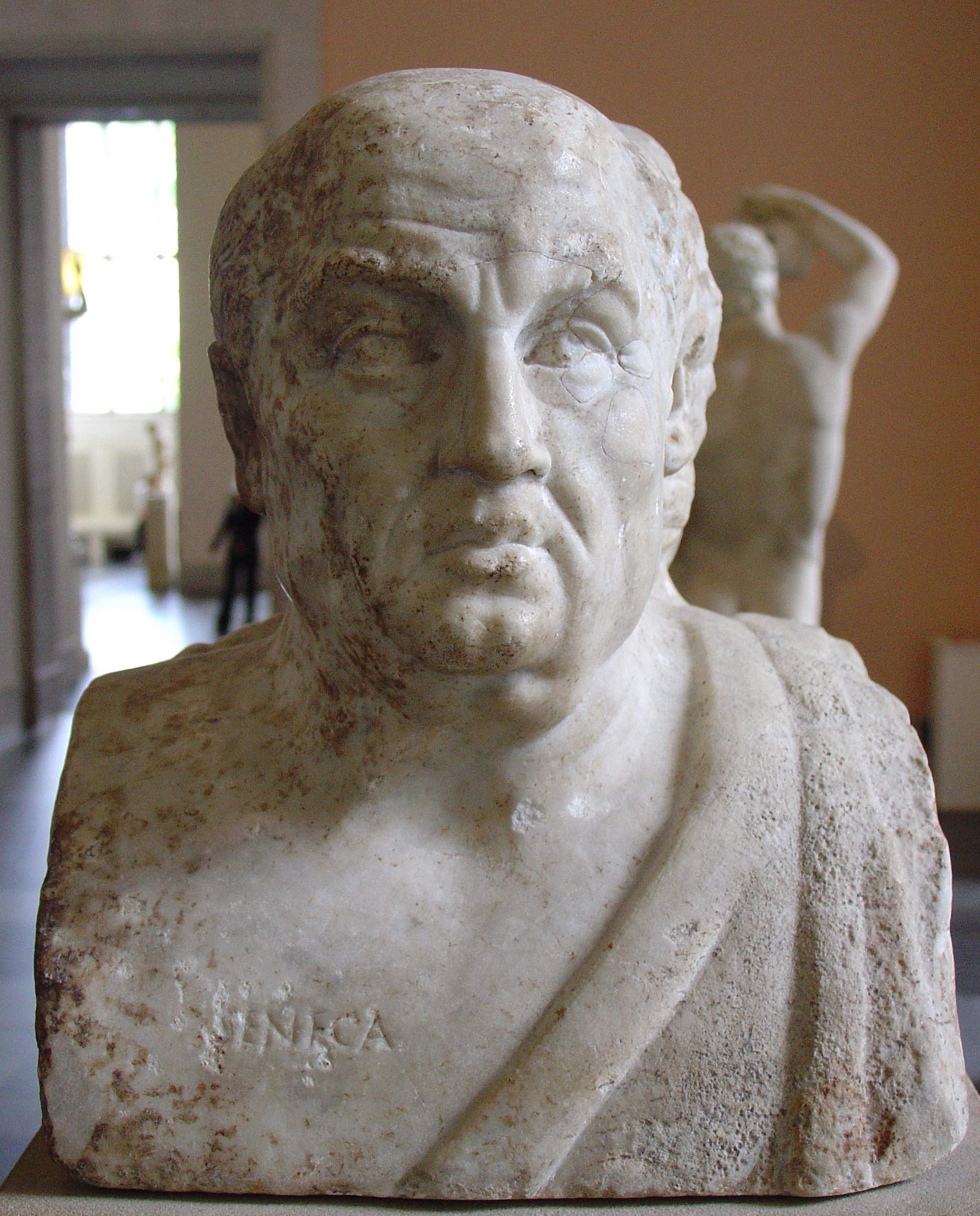
Busto di Seneca, da cui Marco trovò ispirazione per la sua filosofia

Benché vigessero a Roma la tortura e la pena di morte, applicate con facilità nei confronti soprattutto di schiavi e stranieri, la normativa di molti imperatori "illuminati" cercò di mitigare o ridurre le fattispecie di reati punibili con pene pesanti, come in passato aveva già fatto Tito. Per Marco, sulla scia di Seneca (e andando anche oltre quello che quest'ultimo scrisse) e dei filosofi greci, gli uomini erano accomunati da una fratellanza universale, in quanto partecipi del Logos, guidati dal dáimon, "frammento divino che Zeus ha dato a ogni uomo come suo difensore o guida": questa visione "umanitaria" degli stoici sarà una delle basi dell'idea dei diritti umani di molti secoli dopo, in quanto per la Stoà (come per i platonici, del resto) esiste un diritto di natura che sovrasta il diritto delle nazioni umane, così come sorprendente è trovare in Marco Aurelio un invito a tolleranza e perdono universalistici, non in senso cristiano ma come fedeltà alla cosiddetta humanitas, che egli cercò di trasferire dalla filosofia alla pratica. 
(Marco Aurelio, Τὰ εἰς ἑαυτόν, II, 1)
Seguendo quanto sosteneva Seneca e l'ex schiavo Epitteto, Marco fece sua la morale secondo cui anche gli schiavi non sono oggetti, ma persone che, sebbene subordinate, sono collaboratori del padrone, e "spiritualmente" rimangono sempre liberi. Essi vanno perciò trattati evitando ogni crudeltà e rispettandone la dignità. A differenza dei cristiani stessi, che spesso non spendevano parole a favore della classe servile, il movimento filosofico-giuridico legato alla politica di affrancamento degli Antonini, secondo alcuni, se non fosse stato ancorato profondamente al sistema economico romano che si basava totalmente sulla schiavitù, avrebbe portato all'abolizione de facto dell'istituto servile entro un secolo.

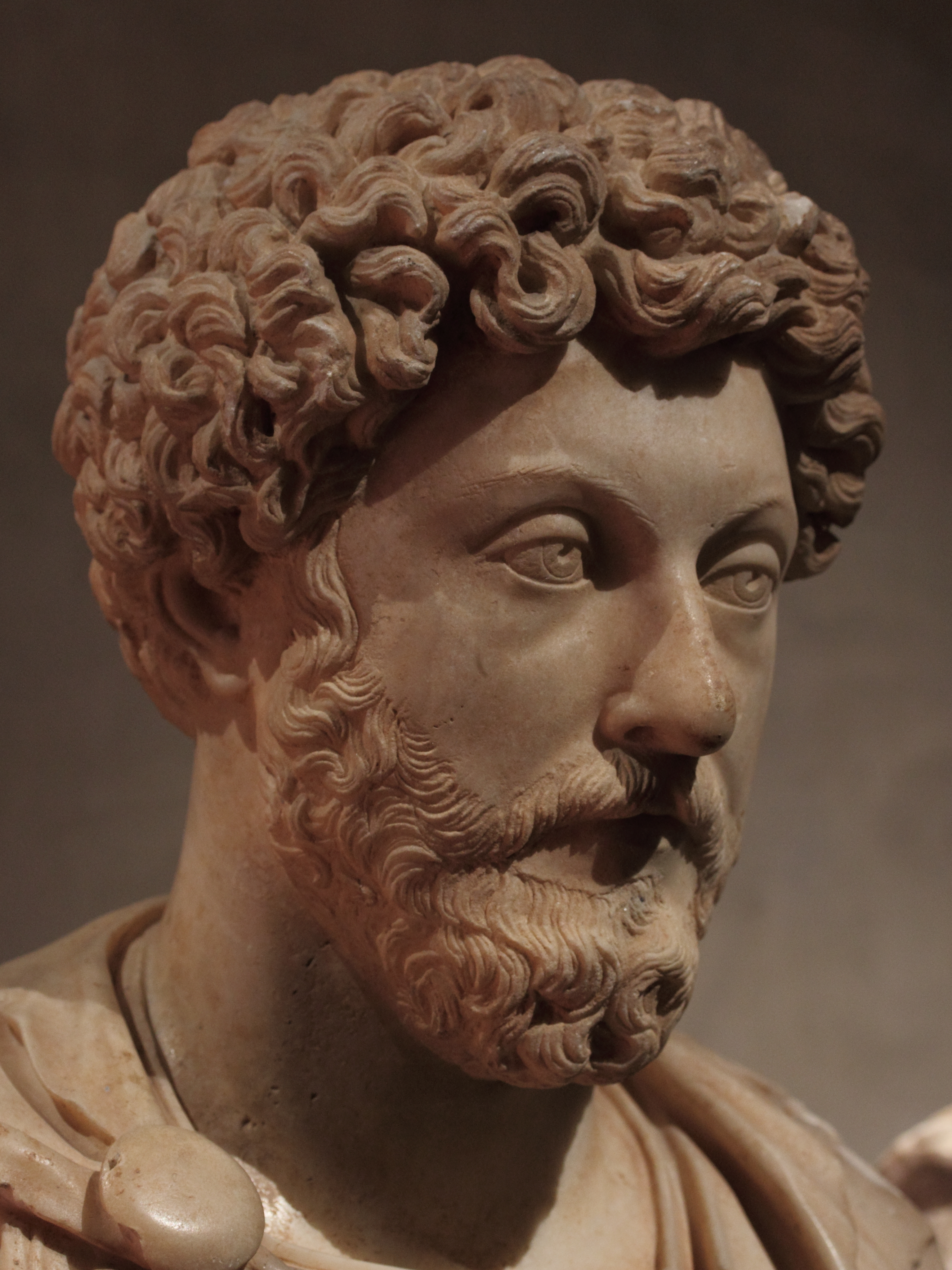
Busto di Marco Aurelio (particolare).

Marco mostrò un grande interessamento affinché ad ogni schiavo fosse data la possibilità di riguadagnare la propria libertà, qualora il padrone avesse espresso la propria disponibilità a restituirgliela. Si racconta, infatti, che in una causa di manomissione, portata alla sua attenzione dall'amico Aufidio Vittorino, e citata in seguito dai giuristi come un precedente decisivo, egli favorì uno schiavo. Coerente con lo stoicismo, filosofia contraria alla schiavitù, emanò numerose norme favorevoli alla classe servile, estendendo le leggi già promulgate dai suoi predecessori, a partire da Traiano, e ribadendo ad esempio il concetto di diritto di asilo per gli schiavi fuggitivi (che potevano essere puniti e uccisi in ogni modo dal padrone) garantendo loro l'immunità finché si trovassero presso qualsiasi tempio o qualsiasi statua dell'imperatore.

## Fortuna del pensiero di Marco Aurelio
I Colloqui con sé stesso sono tuttora considerati un capolavoro letterario e un documento di una vita dedicata al dovere, nonché un'opera filosofica che racchiude le massime principali dello stoicismo, e come il precedente Manuale e le Diatribe di Epitteto, ricordato spesso nei Ricordi, e le opere di Seneca, furono fonte di ispirazione per molte personalità, componendo quasi un "vangelo dei pagani" o "arte di vivere" universale. Il libro è stato tra le letture di Federico il Grande, monarca illuminato del XVIII secolo - venendo ammirato da molti intellettuali per tutta l'epoca dell'illuminismo -, Francis Hutcheson, John Stuart Mill, Matthew Arnold, Goethe, Giacomo Leopardi (che li definì "filosofia in trono"), Arthur Schopenhauer, Emil Cioran, Lev Tolstoj (che li fece stampare in edizione economica per il popolo russo), Simone Weil, Michel Onfray, Wen Jiabao e Bill Clinton.
Non si sa fino a che punto e da quando gli scritti di Marco sono stati diffusi, dopo la sua morte. Ci sono riferimenti sparsi nella letteratura antica alla popolarità dei suoi precetti, e l'imperatore Giuliano era ben consapevole della reputazione di Marco come filosofo, anche se non menziona specificamente i Colloqui con se stesso. Il libro stesso, anche se citato nella corrispondenza da Areta di Cesarea (che affermava di averne una copia poco leggibile, non quello originale di Marco stesso, ma una copia successiva di epoca bizantina alto-medievale, di circa 600-700 anni dopo il periodo antonino) nel X secolo e nel Suda bizantino, fu pubblicato completo, come stampa, nel 1558 a Zurigo da Wilhelm Holzmann, da una copia manoscritta che è oggi perduta. L'unica altra copia completa e superstite del manoscritto, il cosiddetto Vaticanus Graecus 1950, è nella Biblioteca Vaticana, e risale al XIV secolo.

## Opere
- Colloqui con se stesso.  I-XII.
  - testi in inglese:
    -  Meditations, Testo elettronico dei Colloqui con se stesso.
    -  Meditations, Colloqui con se stesso, con concordanze, lista delle parole e lista di frequenza.

  - testi in italiano:
    -  Enrico V. Maltese (a cura di), Ricordi, Garzanti (e-book).